# Padilla (geslacht)
Padilla is een geslacht van spinnen uit de familie springspinnen (Salticidae).

## Soorten
De volgende soorten zijn bij het geslacht ingedeeld:
- Padilla ambigua Ledoux, 2007
- Padilla armata Peckham & Peckham, 1894
- Padilla astina Andriamalala, 2007
- Padilla boritandroka Andriamalala, 2007
- Padilla cornuta (Peckham & Peckham, 1885)
- Padilla foty Andriamalala, 2007
- Padilla graminicola Ledoux, 2007
- Padilla griswoldi Andriamalala, 2007
- Padilla javana Simon, 1900
- Padilla lavatandroka Andriamalala, 2007
- Padilla maingoka Andriamalala, 2007
- Padilla manjelatra Andriamalala, 2007
- Padilla mazavaloha Andriamalala, 2007
- Padilla mihaingo Andriamalala, 2007
- Padilla mitohy Andriamalala, 2007
- Padilla ngeroka Andriamalala, 2007
- Padilla ombimanga Andriamalala, 2007
- Padilla sartor Simon, 1900